# توماس بارنت
توماس بارنت (بالإنجليزية: Thomas Barnett)‏ هو مغني أمريكي، ولد في 3 مارس 1973.

## وصلات خارجية
- توماس بارنت على موقع ميوزك برينز (الإنجليزية)
- توماس بارنت على موقع ديسكوغز (الإنجليزية)